# Затворски круг (филм из 2001)
Затворски круг (енгл. Mean Machine) је енглеска спортска-комедија из 2001. године. Главну улогу тумачи Вини Џоунс као Дени Мијан, бивши фудбалер који стиже у затвор, на одслужење казне. Џејсон Стејтам, Дејвид Кели, Дејвид Хемингс и Дени Дајер се појављују у споредним улогама.

## Радња
Дени Мијан, бивши репрезентативац Енглеске, који се повукао из спорта због оптужби за намештање утакмица, осуђен је због вожње у пијаном стању и вређања полицајаца. Након што су га чувари претукли, Ден одлучује да формира затворенички фудбалски тим и одигра утакмицу са затворским чуварима. Све му полази за руком, али управник затвора, који се задужио на коцкању, клади се на победу чувара и прети Мијану да, ако победи, неће брзо изаћи из затвора. Дени се суочава са тешким избором.

## Улоге
| Глумац                | Улога            |
| --------------------- | ---------------- |
| Вини Џоунс            | Дени Мијан       |
| Дејвид Кели           | Док              |
| Џејсон Стејтам        | Монах            |
| Џејми Сивес           | Чив              |
| Дени Дајер            | Били             |
| Стивен Мартин Волтерс | Нитро            |
| Роки Маршал           | Сигс             |
| Адам Фогерти          | Миш              |
| Дејвид Хемингс        | управник затвора |
| Ралф Браун            | Бертон           |
| Омид Џалили           | Раџ              |
| Џејсон Флеминг        | Боб Лајкли       |